# كلمات (لغة برمجة)
كَلِمات هي لغة برمجة عربية مفتوحة المصدر ومتاحة بالمجان.
اللغة موَّجهة أساسا للمساهمة في تطوير المحتوي التقني العربي ونشر مجال البرمجة بين كافة الأفراد بسبب سهولتها.

## تاريخ اللغة
- بدأ التخطيط لها على الورق في 2008 م.
- بدأ تنفيذها في أوائل 2010 م.
- أول اصدارة أُعلن عنها في 23 يونيو، 2010 م[1]
- أول إصدار عام على الإنترنت كان في 12 ديسمبر 2010 م.
- آخر إصدار كان عام 2013 م[2]
- توقف محمد سامي عن تطويرها. والآن لا تلقي تطوير دائم إلا من مساهمات بسيطة عشوائية.[2]
- صدرت نسخة إنجليزية منها اسمها Kick حديثاً[3] من اجل تطبيق منهج البحث العلمي عند الضرورة؛ مثلا المقارنة بين طلبة تعلموا بكلمات وغيرهم تعلموا بما يكافئها بالإنجليزية.

## مميزات
- البساطة وسهولة الاستخدام، حتى ان كثير من البرامج تبدو عند قراءتها كوصف أكثر منها برنامجاً. مثلا هذه الكود في مثال الغوريلات المرفق مع اللغة:

```
م = موزة جديد
...
كرر مادام م: في.الجو() وأيضا ليس نهاية.اللعبة():
  (افعل كذا وكذا)
تابع

```

- وجود معظم الإمكانات المتوقعة في لغة حديثة مثل OOP، Dictionaries وبعض الإمكانات غير المتوقعة أيضا مثل إمكانية Concurrency
- إمكانية القنوات لتنظيم ال concurrent programming مثل لغة Go من جوجل.
- القدرة على استدعاء دوال من مكتبات سي[4] (FFI) عند اللزوم.